# Rafael González (músic)
Rafael González   (Barcelona, 24 de juliol de 1892 - Madrid, 1979) va ser un pianista i pedagog català que va viure durant bona part de la seva vida a l'Argentina.
Va estudiar a Madrid i el 1904 es va traslladar a l'Argentina, on va formar-se en piano amb Julián Aguirre i en harmonia i contrapunt amb Ricardo Rodríguez en el conservatori de Buenos Aires. Va ser el primer pianista de l'Associació Wagneriana de la mateixa ciutat i també va formar part del Conjunt del Diapasó durant deu anys (1913-1923). L'any 1915 va estrenar les Variacions simfòniques de Franck, i el 1932 va tocar amb Ernesto Halffter les Noches en los jardines de España, de Manuel de Falla, repetint-la l'any 1939 sota la batuta de l'autor. Un cop es funda el Conservatori Nacional de Música de Buenos Aires, López Buchardo li va demanar ocupar la càtedra de piano. Va ser un dels intèrprets de música de cambra més destacats, acompanyant a artistes com Ninon Vallin, Conxita Badia o Pierre Fournier. L'any 1933 va ser membre de l'equip directiu del Teatre Colón, on del 1956 al 1957 va ser-ne el director artístic. L'any 1958 juntament amb Victoria Ocampo i Juan José Castro, van formar part de la comissió fundadora del Fons Nacional de les Arts. A finals de 1974 va tornar a Madrid, on va morir el 1979.